# Michael Dingake
Michael Kitso Dingake (Borolong, 11 de febrero de 1928 - 7 de abril de 2024) fue un escritor y activista político botsuano. Fue vicepresidente del Frente Nacional de Botsuana (BNF) bajo el liderazgo de Kenneth Koma y, tras una ruptura con este, fundador y primer presidente del Partido del Congreso de Botsuana (BCP), una de las principales formaciones políticas del país africano.

## Biografía
Educado en Sudáfrica, Dingake se unió al Congreso Nacional Africano en 1952. En 1966 fue sentenciado a quince años de prisión en Robben Island por su actividad contra el régimen del apartheid. Liberado en 1981, trabajó en la Universidad de Botsuana. En 1992 ingresó a la política nacional, convirtiéndose en vicepresidente del BNF en 1993 e ingresando a la Asamblea Nacional como diputado por Gaborone Central en las elecciones de 1994. En 1998 lideró el disidente Partido del Congreso de Botsuana, pero perdió su escaño ante Margaret Nasha del gobernante y dominante Partido Democrático de Botsuana en 1999.
Dingake abandonó el liderazgo del BCP en 2001 y se retiró de la política en 2004. Se convirtió en columnista semanal del periódico Mmegi.